# Gonnardit
Gonnardit ist ein eher selten vorkommendes Mineral aus der Mineralklasse der „Silikate und Germanate“ mit der chemischen Zusammensetzung (Na,Ca)2[(Si,Al)5O10]·3H2O, ist also ein wasserhaltiges Natrium-Silikat. Die in den runden Klammern angegebenen Elemente Natrium und Calcium bzw. Silicium und Aluminium können sich in der Formel jeweils gegenseitig vertreten (Substitution, Diadochie), stehen jedoch immer im selben Mengenverhältnis zu den anderen Bestandteilen des Minerals. Strukturell gehört Gonnardit zu den Gerüstsilikaten (Tektosilikaten) und dort zur Gruppe der Zeolithe.
Gonnardit kristallisiert im tetragonalen Kristallsystem und entwickelt faserige bis prismatische Kristalle, die meist in radialstrahligen bis kugeligen oder nierigen Mineral-Aggregaten angeordnet sind. Auch in derben Massen kann er auftreten.
In reiner Form ist Gonnardit farblos und durchsichtig. Durch vielfache Lichtbrechung aufgrund der überwiegend polykristallinen Ausbildung erscheint er jedoch meist weiß, zudem kann er durch Fremdbeimengungen eine gelbliche bis lachsrote Farbe annehmen, wobei die Transparenz entsprechend abnimmt. Die seltenen, makrokristallinen Formen zeigen einen glasähnlichen Glanz auf den Kristallflächen. In dichten, faserigen Aggregatformen schimmert Gonnardit meist seiden- oder perlmuttartig.

## Etymologie und Geschichte
Erstmals entdeckt wurde Gonnardit am La Chaux de Bergonne nahe der Gemeinde Gignat im französischen Kanton Saint-Germain-Lembron (Auvergne) und beschrieben 1896 durch Antoine Lacroix, der das Mineral nach Ferdinand Gonnard (1833–1923) benannte.
Typmaterial des Minerals wird im Natural History Museum in London (England) unter der Katalog-Nr. 1930,166 aufbewahrt.

## Klassifikation
In der veralteten 8. Auflage der Mineralsystematik nach Strunz gehörte der Gonnardit zur Mineralklasse der „Silikate“ und dort zur Abteilung „Gerüstsilikate (Tektosilikate)“, wo er gemeinsam mit Edingtonit, Mesolith, Mountainit, Natrolith, Skolezit und Thomsonit in der „Natrolith-Gruppe“ mit der Systemnummer VIII/F.10 steht.
In der zuletzt 2018 überarbeiteten Lapis-Systematik nach Stefan Weiß, die formal auf der alten Systematik von Karl Hugo Strunz in der 8. Auflage basiert, erhielt das Mineral die System- und Mineralnummer VIII/J.21-040. Dies entspricht der Klasse der „Silikate“ und dort der Abteilung „Gerüstsilikate“, wo Gonnardit zusammen mit Mesolith, Natrolith, Paranatrolith, Skolezit, Thomsonit-Ca und Thomsonit-Sr eine unbenannte Gruppe mit der Systemnummer VIII/J.21 bildet.
Die von der International Mineralogical Association (IMA) zuletzt 2009 aktualisierte 9. Auflage der Strunz’schen Mineralsystematik ordnet den Gonnardit in die Klasse der „Silikate und Germanate“ und dort in die Abteilung „Gerüstsilikate (Tektosilikate) mit zeolithischem H2O; Familie der Zeolithe“ ein. Hier ist das Mineral in der Unterabteilung „Zeolithe mit Ketten aus Vierer-Ringen, verbunden über ein fünftes Si“ zu finden, wo es zusammen mit Mesolith, Natrolith, Paranatrolith und Skolezit die „Natrolithgruppe“ mit der Systemnummer 9.GA.05 bildet.
In der vorwiegend im englischen Sprachraum gebräuchlichen Systematik der Minerale nach Dana hat Gonnardit die System- und Mineralnummer 77.01.05.07. Das entspricht der Klasse der „Silikate“ und dort der Abteilung „Gerüstsilikate: Zeolith-Gruppe“. Hier findet er sich innerhalb der Unterabteilung „Echte Zeolithe“ in der Gruppe „Natrolith und verwandte Arten“, in der auch Natrolith, Tetranatrolith, Paranatrolith, Mesolith, Skolezit, Edingtonit, Cowlesit, Thomsonit-Ca, Thomsonit-Sr und Nabesit eingeordnet sind.

## Kristallstruktur
Gonnardit kristallisiert tetragonal in der Raumgruppe I42d (Raumgruppen-Nr. 122) mit den Gitterparametern a = 13,21 Å und c = 6,62 Å sowie einer Formeleinheit pro Elementarzelle.

## Bildung und Fundorte

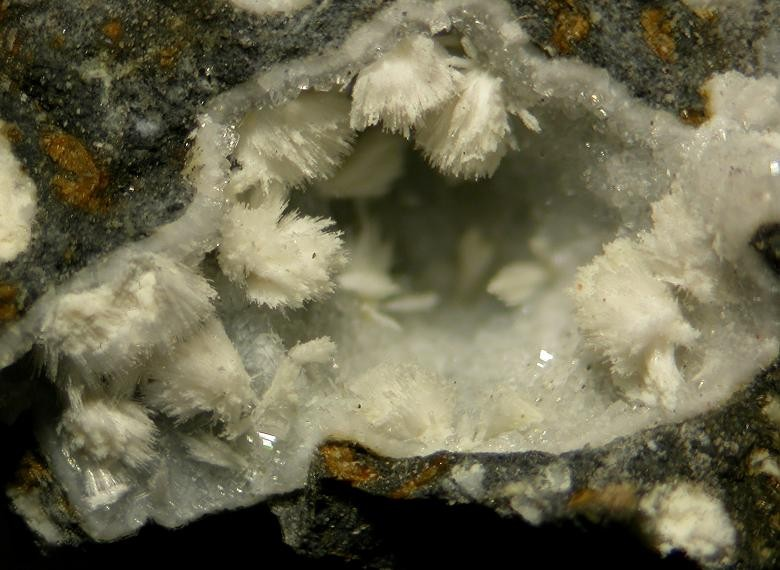
Drusenfüllung aus faserigen Gonnardit-Büscheln aus dem Steinbruch „Blackhead“, Dunedin, Neuseeland (Sichtfeld 5 mm)

Gonnardit bildet sich hydrothermal in Hohlräumen von Vulkaniten wie beispielsweise Basalt, Tephrit oder verwittertem Skarn, wo er meist mit anderen Zeolithen, aber auch Calcit vergesellschaftet auftritt.
Als eher seltene Mineralbildung kann Gonnardit an verschiedenen Fundorten zum Teil zwar reichlich vorhanden sein, insgesamt ist er aber wenig verbreitet. Insgesamt gelten bisher (Stand 2016) rund 170 Fundorte als bekannt. Seine Typlokalität La Chaux de Bergonne ist dabei der bisher einzige bekannte Fundort in Frankreich, allerdings konnte das Mineral noch auf der zum französischen Hoheitsgebiet gehörenden Insel Réunion, genauer am Vulkan Piton des Neiges, sowie in basaltischen Gesteinsproben von der zum französischen Süd- und Antarktisterritorium gehörenden Insel Grande Terre nachgewiesen werden.
In Deutschland fand man das Mineral unter anderem am Wartberg bei Selb in Bayern; in den Steinbrüchen „Roßberg“ nahe Roßdorf (bei Darmstadt), „Hochberg“ bei Nieder-Ofleiden und „Gaulsberg“ bei Ortenberg in Hessen; im Steinbruch „Bramburg“ bei Adelebsen in Niedersachsen; im Steinbruch Weilberg nahe Königswinter in Nordrhein-Westfalen; am Arensberg nahe Zilsdorf und am Schellkopf nahe Brenk in der rheinland-pfälzischen Eifel sowie in einem Phonolith-Steinbruch am Maar von Hammerunterwiesenthal in Sachsen.
In Österreich konnte Gonnardit bisher nur in einem unbenannten Basalt-Steinbruch bei Klöch und im Steinbruch „Steinberg“ nahe Mühldorf bei Feldbach in der Steiermark entdeckt werden und in der Schweiz kennt man das Mineral bisher nur vom Fornogletscher und vom Piz dei Rossi im Kanton Graubünden.
Weitere Fundorte liegen unter anderem in Argentinien, Australien, Belgien, Bolivien, Brasilien, Bulgarien, Costa Rica, Kanada, Frankreich, Grönland, Indien, Italien, Japan, Kenia, Lesotho, Neuseeland, Norwegen, Polen, Portugal, Tschechien, Grönland, Rumänien, Russland, auf den Salomonen, in Spanien, der Türkei, Ungarn, dem Vereinigten Königreich (UK) und den Vereinigten Staaten von Amerika (USA).